# 塔尼婭·馬利特
塔尼婭·馬利特（英語：Tania Mallet，1941年5月19日—2019年3月30日），英國女性模特兒、演員，在《鐵金剛大戰金手指》中飾演邦女郎而聞名。海倫·美蘭是她的表妹。

## 外部連結
- Tania Mallet在互联网电影资料库（IMDb）上的資料（英文）